# 閃婚100天
《閃婚100天》（英語：100 Days Of Love）是奇妙電視和驕陽電影共同製作的電視劇集。本劇於2017年9月4日至同年9月15日，在星期一至星期五，晚上八時三十分至九時三十分，於奇妙電視中文台（現稱「香港開電視」）播映。全劇共10集，是奇妙電視有限公司的第一部自製劇集，亦是《100天Best Before》系列的單元之一。本劇由廖威廉、鄭融、吳耀漢、吳嘉龍、鄒文正、李敏領銜主演。值得一提的是，鄭融首次為香港電視劇集當女主角。

## 故事大綱
率直任性的香港自由身女插畫師黎海兒（鄭融飾）遇上性格沉實及有規律的台灣阮彥廷（威廉飾）一見鍾情，認識不久倆人就閃婚，但新婚生活渡過蜜月期後，二人開始發覺性格、習慣樣樣都南轅北轍，二人因性格不合、文化不同，發生各種矛盾。雖然他們嘗試重新約會拾回戀愛感覺，此時竟出現第三者，令他們的婚姻關係困難重重。

## 演員表

### 主要角色
| 演員  | 角色   | 暱稱／關係 | 出場集數 |
| 威 廉 | 阮彥廷 |            | 第1集起  |
| 鄭 融 | 黎海兒 |            | 第1集起  |

### 其他演員
| 演員   | 角色     | 暱稱／關係                                                                                            | 出場集數 |
| 吳耀漢 | 許偉堅   | 堅叔 阮彦廷上司                                                                                       | 第2集起  |
| 吳嘉龍 | Lawrence | 黎海兒上司 喜歡黎海兒                                                                                 | 第5集起  |
| 鄒文正 | Ryan     | 阮彦廷下屬兼好友                                                                                      | 第1集起  |
| 李 敏  | 游淑芬   | 黎海兒好友 已婚，但婚姻亮起紅燈                                                                       | 第1集起  |
| 李英濤 | 阮世權   | 阮彥廷父親 台灣退休軍人 從來對彦廷要求嚴格                                                            | 第2集起  |
| 王官華 | 阮林宜芳 | 阮彥廷母親                                                                                            | 第2集起  |
| 黃翠儀 | 黎吳麗珠 | 黎海兒媽媽 丈夫為海員並早逝 寡婦獨力養大海兒兩姐弟                                                    | 第1集起  |
| 朱穗傑 | 黎子朗   | 查理 黎海兒弟弟 育有一女                                                                              | 第1集起  |
| 溫家晴 | 黎宣昕   | 黎子朗的女兒 黎海兒的姪女                                                                             | 第6集    |
| 鄧曉霖 | 徐曉君   | |          |
| 賽麗娜 | Angel    | 阮彦廷讀書時期的心儀對象 已婚，但婚姻不順遂 因工作關係重遇已婚的彦廷 重遇後主動約會彦廷並期望舊情復熾 | 第1集起  |
| 陳宇溱 | Sarah    | | 第1集起  |
| 林慧倩 | Mandy    | | 第1集起  |

## 每集列表
| 集數 | 播出日期      | 備註   |
| ---- | ------------- | ------ |
| 01   | 2017年9月4日  |        |
| 02   | 2017年9月5日  |        |
| 03   | 2017年9月6日  |        |
| 04   | 2017年9月7日  |        |
| 05   | 2017年9月8日  |        |
| 06   | 2017年9月11日 |        |
| 07   | 2017年9月12日 |        |
| 08   | 2017年9月13日 |        |
| 09   | 2017年9月14日 |        |
| 10   | 2017年9月15日 | 大結局 |

## 製作團隊
| - 監製：翁秀蘭 - 導演：倪祖華 - 執行監製：沈慧敏 - 執行導演：陳文釗、蘇加軒 - 副導演：林瑞熙、羅栢濤 - 編劇：曾憲寧、蔡素文、葉偉平、劉國瑞 - 策劃：陳文釗 - 統籌：何進軒、張群芳 - 製作助理：李鍵宜、翁主光、朱芷彤 - 攝影指導：王子浩 - 攝影：關銘輝 - 攝影助理：陳皓賢 - 燈光指導：甄子建 - 燈光助理：李日光 - 收音：符致禾 - 數碼影像技術員：甄浩賢 - 美術指導：趙芷莛 - 美術助理：許詠斯、鍾禧雯、梁潔瑩、謝銘晟 | - 服裝指導：王惠詩 - 造型設計：梁淑嫻 - 服裝助理：周綺霆、李羿誼、吳天納 - 化粧：劉詠彤 - 髮型：鄧浩賢 - 劇務：崔俊偉 - 剪接：周楠傑 - 助理剪接：翁主光 - 動畫設計：梁潔瑩 - 原創音樂：黃阿樂 - 攝製：驕陽電影有限公司 |

## 外部連結
- 官方節目簡介 （页面存档备份，存于）
- 鄭融 - I'll Be With You（《閃婚100天》主題曲MV）的Facebook專頁－奇妙電視官方上載版本
- YouTube上的鄭融 - I'll Be With You（《閃婚100天》主題曲MV）－hmv MUSIC官方上載版本
- 豆瓣电影上《閃婚100天》的資料 （简体中文）

## 作品的變遷
| 香港 奇妙77台 星期一至五 20:30－21:30     | 香港 奇妙77台 星期一至五 20:30－21:30      | 香港 奇妙77台 星期一至五 20:30－21:30 |
| ----------------------------------------- | ------------------------------------------ | ------------------------------------- |
|                                           | 閃婚100天 （2017年9月4日－2017年9月15日）  |                                       |
| 愛情有限期 （2017年8月2日－2017年9月1日） | 明天和你 （2017年9月18日－2017年10月18日） |                                       |